# Piezura shanxiensis
Piezura shanxiensis är en tvåvingeart som beskrevs av Wang, Wu, Cheng, Xue och Liu 1992. Piezura shanxiensis ingår i släktet Piezura och familjen takdansflugor. Inga underarter finns listade i Catalogue of Life.